# Kampen om Sydafrika
Kampen om Sydafrika (engelska: Endgame) är en brittisk dramathriller från 2009 om den sydafrikanska apartheidregimens fall, 1980-1985. Fokus ligger främst på Nelson Mandela, president Botha och andra centrala personer i och kring dessa. Filmen regisserades av Pete Travis och manuset skrevs av Paula Milne utifrån boken The Fall of Apartheid av Robert Harvey. För produktionen stod det walesiska TV-företaget Tinopolis.

## Rollista i urval
- William Hurt som Willie Esterhuyse, filosofiprofessor vid Stellenbosch University
- Chiwetel Ejiofor som Thabo Mbeki
- Jonny Lee Miller som Michael Young
- Mark Strong som Dr Barnard
- Derek Jacobi som Rudolf Agnew
- Timothy West som P.W. Botha
- Ramon Tikaram som Aziz Pahad
- Clarke Peters som Nelson Mandela
- John Kani som Oliver Tambo